# Karavanen
Karavanen var ett svenskt TV-program i SVT 1, som visade valbevakningen 2006. Programledare var bland andra Sverker Olofsson. Det var sju direktsända avsnitt som sändes från olika platser i Sverige.